# Kyawdawia
Kyawdawia — вимерлий рід гієнодонтових ссавців родини Teratodontidae. Скам'янілості (5 колекцій) знайдено в М'янмі. Описано 1 вид: Kyawdawia lupina.